# Ludvik Vrečič
Ludvik Vrečič, slovenski slikar, * 10. april 1900, Skakovci, † 4. julij 1945, Monor.
Rodil se je v evangeličanski kmečki družini očetu Štefanu in materi Juditi (rojena Kumin). Velja za prvega prekmurskega akademsko izobraženega slikarja, leta 1929 je diplomiral na slikarski šoli v Budimpešti. Leta 1928 je na povabilo Riharda Jakopiča prvič razstavljal na Slovenskem v Jakopičevem paviljonu, kjer je razstavil 226 del. Leta 1943 je razstavljal v Murski Soboti. Julija 1945 ga je po prepiru ustrelil ruski vojak v Monorju, kjer je tudi pokopan.